# Kościół św. Barbary i św. Maurycego w Inowrocławiu
Kościół świętej Barbary i świętego Maurycego – rzymskokatolicki kościół parafialny należący do dekanatu Wojsk Lądowych Ordynariatu Polowego Wojska Polskiego.

## Historia
Budowę świątyni rozpoczęto 13 sierpnia 1927 roku, kościół został konsekrowany 2 lipca 1933 roku przez Biskupa Polowego Wojska Polskiego Józefa Gawlinę. W uroczystości uczestniczyli generałowie Stefan Pasławski i Wiktor Thommée, żołnierze razem z dowódcą 59 pułku Piechoty Wielkopolskiej, pułkownikiem Bolesławem Mirgałowskim. Tłumnie przybyli mieszkańcy Inowrocławia razem z prezydentem Apolinarym Jankowskim. Na uroczystość przyjechał także wojewoda poznański hrabia Roger Adam Raczyński.

## Architektura

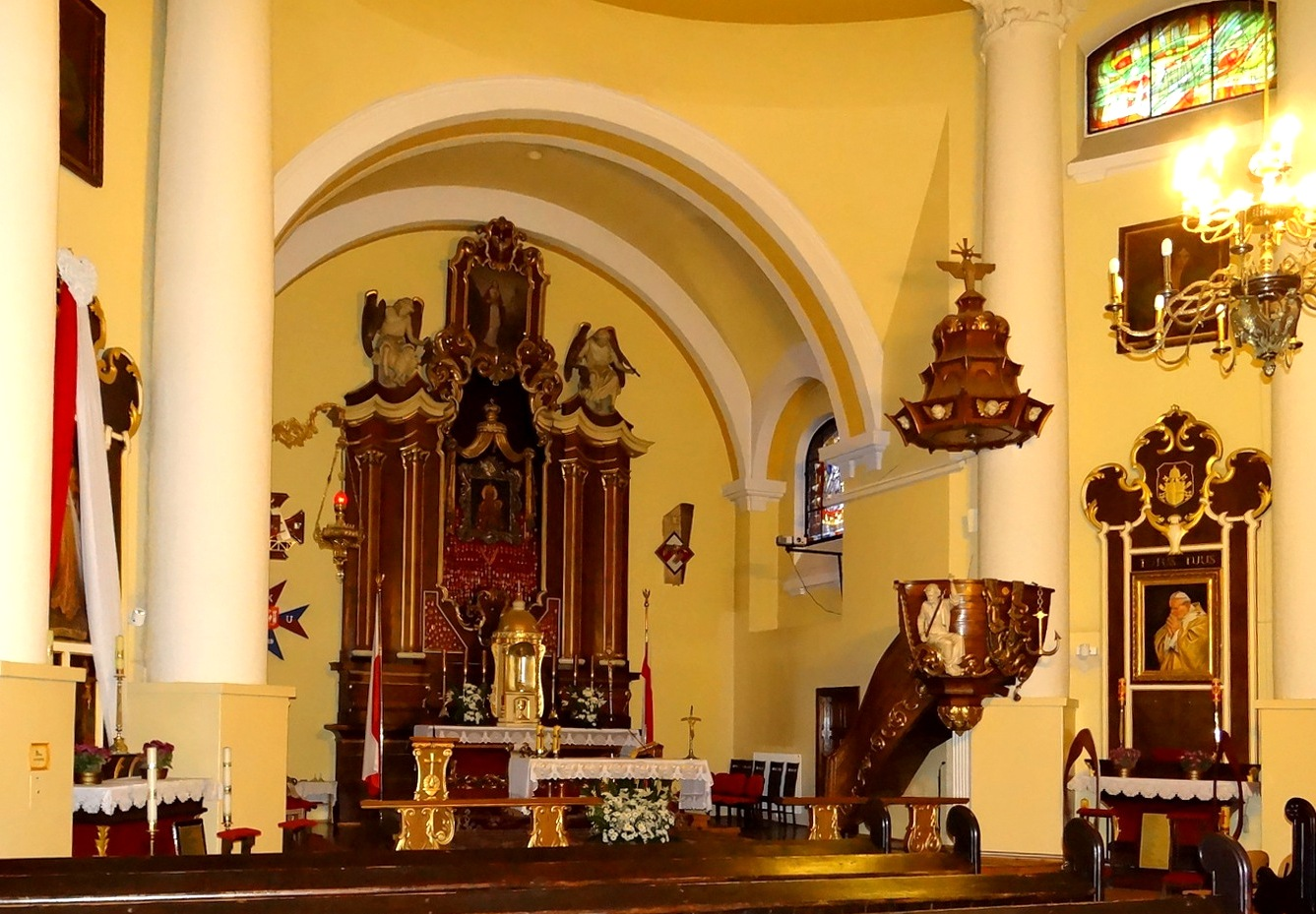
Prezbiterium

Świątynia nosząca wezwanie świętych Barbary i świętego Maurycego - patronów żołnierzy została wzniesiona w stylu klasycyzującego modernizmu. Wzorem dla projektanta budowli, architekta Mariana Andrzejewskiego z Poznania, był kościół ewangelicko-augsburski w Warszawie, wybudowany w latach 1777-1781 przez architekta Szymona Bogumiła Zuga. Mury świątyni były stawiane przez budowniczego z Inowrocławia, Franciszka Dźwikowskiego.
Kościół to budowla nieorientowana, zaplanowana centralnie na rzucie krzyża greckiego z eliptyczną rotundą przy skrzyżowaniu naw, nakrytą monumentalną kopułą zakończoną latarnią, do złudzenia przypominającą swoją formą żołnierski hełm. Na kopule są umieszczone owalne okna w stylu neobarokowym. Pomiędzy ramionami krzyża znajdują się zaokrąglone cztery kapliczki, z których jedna pełni funkcję zakrystii świątyni. Kopuła budowli i dachy kapliczek były nakryte płytkami eternitowymi, z kolei mała wieżyczka na kopule nakryta była blachą cynkową. W latach późniejszych płytki eternitowe oraz blacha cynkowa wieżyczki zostały zastąpione blachą miedzianą.

## Organy
Organy zostały wybudowane w 1917 roku przez renomowaną świdnicką firmę organmistrzowską Schlag & Söhne.
Dyspozycja instrumentu
| Manuał I          | Manuał II              | Pedał           |
| Hauptwerk         | Jalousienwerk          | Pedal           |
| ----------------- | ---------------------- | --------------- |
| 1. Bordun 16'     | 1. Geigen-principal 8' | 1. Subbass 16'  |
| 2. Principal 8'   | 2. Aeoline 8'          | 2. Violon 16'   |
| 3. Gedeckt 8'     | 3. Rohrflöte 8'        | 3. Bassflöte 8' |
| 4. Gambe 8'       | 4. Gedackt-flöte 4'    |                 |
| 5. Octave 4'      |                        |                 |
| 6. Pryncypał 4' * |                        |                 |
| 7. Flet 2' *      |                        |                 |
| 8. Picolo 1' *    |                        |                 |
| 9. Mixtura 3 rz.* |                        |                 |